# Plochodrážní stadion Markéta
Plochodrážní stadion Markéta (Stadion Na Markétě) je víceúčelový sportovní areál v Praze 6-Břevnově v blízkosti Břevnovského kláštera. Je využíván jako sportovní prostor nejen pro plochou dráhu, ale také pro fotbal a ragby na travnatém hřišti uprostřed plochodrážního oválu. Má rozměr 4000 m², délka trati je 353 metrů.

## Historie
Plochá dráha vznikla na místě původní lehkoatletické dráhy poté, co atletům přestala vyhovovat z důvodu nepříznivých povětrnostních podmínek.
Břevnovský stadion slouží jezdcům ploché dráhy od roku 1959. První Mistrovství světa jednotlivců na krátké ploché dráze se v Praze uskutečnilo roku 1979. Současná podoba Mistrovství světa „Speedway Grand Prix“ se zde koná od roku 1997.
Dne 7. října 2024 se zde konal 55. ročník Memoriálu Luboše Tomíčka, který tragicky zahynul při boji o Zlatou přilbu v roce 1968.

## Další informace
Plochou dráhu pro motocykly provozoval v Praze také Automotoklub na Žižkově v místě fotbalového stadionu Viktorie. Dráha byla poté koncem 60. let 20. století přemístěna do Čakovic k fotbalovému hřišti.